# David Weare
Pour les articles homonymes, voir Weare.
David Weare est un surfeur professionnel sud-africain né le 12 septembre 1980 à Durban, en Afrique du Sud.

## Biographie
David a intégré l'élite en 2006. Il finit la saison 42e et se retrouve rétrogradé en WQS, mais grâce à sa 13e place au WQS 2008 il retrouve l'ASP World Tour en 2009.

## Palmarès

### Titres
- 2008 : Champion d'Afrique WQS
- 2004 : Champion d'Afrique WQS

### Victoires
- 2008 Quiksilver Pro Durban, Durban, Afrique du Sud (WQS 6 étoiles prime)
- 2006 Rip Curl Board Masters, Newquay, Angleterre (WQS 5 étoiles) [1]
- 2005 Body Glove Surfabout, Lowers Trestles, Californie, États-Unis (WQS 4 étoiles)[2]
- 2001 Wet Dreams Masters 2001, Margaret River, Australie Occidentale (WQS)

### WCT
- 2009 : 43e rétrogradé en WQS
- 2006 : 42e rétrogradé en WQS

### Sa saison 2009 ASP World Tour
2009 est sa 2e année dans l'ASP World Tour
| Date                      | Compétition                   | place | points |
| ------------------------- | ----------------------------- | ----- | ------ |
| 28 février-11 mars        | Quiksilver Pro                | 17    | 410    |
| 7 avril-19 avril          | Rip Curl Pro Surf             | 17    | 410    |
| 9 mai-20 mai              | Billabong Pro Teahupoo        | 33    | 225    |
| 27 juin-5 juillet         | Hang Loose Santa Catarina Pro | 33    | 225    |
| 9 juillet-19 juillet      | Billabong Pro Jeffreys        | 33    | 225    |
| 11 septembre-20 septembre | Hurley Pro 2009               | 17    | 410    |
| 23 septembre-4 octobre    | Quiksilver Pro France         | 33    | 225    |
| 5 octobre-17 octobre      | Billabong Pro                 | 17    | 410    |
| 19 octobre-28 octobre     | Rip Curl Pro Search           | 33    | 225    |
| 8 décembre-20 décembre    | Billabong Pipeline Masters    | 33    | 225    |
|                           | classement provisoire         | 43    | 2540   |

Non-requalifié pour 2010.